# Томо Бреуљ
Томо Бреуљ Вуја (Крушево, код Обровца, 16. децембар 1916 — Београд, 22. мај 1985) био је учесник Народноослободилачке борбе, потпуковник ЈНА и народни херој Југославије.

## Биографија
Рођен је 16. децембра 1916. године у Крушево, код Обровца. Као напредан радник налазио се пре рата у редовима Комунистичке партије. Од ње је добио специјалан задатак да ради на разбијању неких организација десничарског синдиката „Југорас”. После окупације земље учествује у илегалном раду у Београду и нарочито се истиче у организовању диверзантских акција. Половином 1942. године ступа у Први шумадијски одред и одмах постаје заменик политичког комесара чете. Истакао се храброшћу у многим борбама које је у то време Први Шумадијски одред водио. Посебно се истакао у борби у селу Трешњевици, код Аранђеловца, октобра 1942, где се Шумадијски одред обрачунавао са четницима. У тој борби теже је рањен. Кад су га четници напали у намери да га живог ухвате, храбро им се супротставио. Успео је да једном отме пушку и да њоме убије обојицу. Отсечен од јединице, рањен и непревијен, тек после недељу дана је успео да се повеже са одредом.
Исто тако истакао се и у одлучујућој борби са четницима, која се водила априла 1943 године на Руднику. Оставши само са осам другова, борио се до последњег метка штитећи одступницу друговима. Под великом ватром успео је да извуче и спасе свог тешко рањеног друга. По формирању Прве шумадијске бригаде, Бреуљ постаје заменик политичког комесара батаљона. У борби за Пријепоље, после погибије команданта и заменика команданта батаљона, Бреуљ преузима команду над оба батаљона који су били блокирани од Немаца у згради болнице.
У тој тешкој ситуацији, захваљујући својој храбрости и сналажљивости, Бреуљ је успео да се супротстави надмочном непријатељу и да целог дана одржи зграду и онемогучи продор Немаца у Пријепоље, где се налазила болница и штаб корпуса. Бреуљ је тада спасао око сто бораца, меду којима је било и тридесет рањеника. Тог дана увеће Бреуљу полази за руком да у току борбе изведе остатак батаљона и спасе своје рањене борце. Касније је Бреуљ постављен за команданта Четвртог батаљона Треће српске ударне бригаде. У борби за ослобођење Кругевца продро је са својим батаљоном дубоко на непријатељску територију и успео да зароби преко хиљаду четника. Тај подвиг он је успео да постигне са батаљоном који је био слабо наоружан и састављен од нових бораца. Пленом кога се тада дочепао, наоружао је борце свог батаљона и цео дан водио борбу са Немцима и љотићевцима који су га били опколили. Успео је да скоро без икаквих губитака пробије обруч, пређе Мораву и споји се са својом јединицом. До коначног ослобођења земље Бреуљ је учествовао у многим борбама показујучи у свакој од њих велику храброст. Једно време био је и заменик команданта бригаде Народноослободилачке војске.
Сахрањен је у Задру.